# Poire à lavement et sandwich au caca
 (juillet 2019).
Si vous disposez d'ouvrages ou d'articles de référence ou si vous connaissez des sites web de qualité traitant du thème abordé ici, merci de compléter l'article en donnant les références utiles à sa vérifiabilité et en les liant à la section « Notes et références ».
Poire à lavement et sandwich au caca (Douche And Turd en version originale) est le huitième épisode de la huitième saison de la série animée South Park, ainsi que le 119e épisode de l'émission.
Cet épisode parodie l'élection présidentielle américaine de 2004 et sa campagne, dont un des buts principaux a été d'obtenir la participation des jeunes votants au suffrage. Il critique aussi la PETA en montant que l'amour des animaux revendiqué par ses membres est tellement exagéré qu'il finit par revêtir un caractère zoophile et par créer une totale absence de compassion vis-à-vis de l'espèce humaine.
L'épisode a été rediffusé aux États-Unis le jour des élections de mi-mandat de 2006.

## Synopsis
L'école de South Park doit changer sa mascotte à la suite du lobbying de la PETA. Les enfants n'aiment pas les mascottes qui leur sont proposées, si bien que Kyle propose « une poire à lavements » alors que Cartman préfèrerait plutôt « un sandwich au caca ». Deux groupes se forment alors : Kyle reçoit le soutien de Kenny, et Cartman celui de Butters. La campagne électorale s'annonce féroce. Quant à Stan, tout le monde essaye de le raisonner afin qu'il comprenne que le vote est important.